# 2А45 «Спрут-А»
2А45 «Спрут-А» — причіпна гармата 2А75 (2А46).

## Опис
Основними складовими 2А45 «Спрут-А» є: ствол, термозахисний кожух, казенник, люлька, противідкатні пристрої, підйомний механізм і огорожа. Ствол гармати складається з труби, на якій закріплений ежектор для продувки ствола  від залишкових порохових газів. На стволі закріплений термозахисний кожух, що складається з чотирьох тонкостінних циліндричних секцій. Противідкатні пристрої складаються з гідравлічного гальма відкату, закріпленого в казеннику гармати й гідропневматичного накатника, за допомогою якого здійснюється накат. Гранична довжина відкату становить 340-мм. Ствольна група закріплена в суцільнолитій люльці обойменого типу. У люльці встановлені латунні втулки, по яких переміщається ствол гармати під час відкоту і накату, а також сектор підйомного механізму.